# Tulipa butkovii
Tulipa butkovii là một loài thực vật có hoa trong họ Liliaceae. Loài này được Botschantz. miêu tả khoa học đầu tiên năm 1961.